# Elliptio roanokensis
Elliptio roanokensis är en musselart som först beskrevs av I. Lea 1838.  Elliptio roanokensis ingår i släktet Elliptio och familjen målarmusslor. IUCN kategoriserar arten globalt som sårbar. Inga underarter finns listade i Catalogue of Life.